# ألكسندر ليتفينينكو
ألكسندر ليتفينينكو (بالروسية:  Александр Литвиненко) و(بالإنجليزية: Alexander Litvinenko)‏ في (4 ديسمبر 1962 - 23 نوفمبر 2006). ولد في فورونيتش في روسيا (الاتحاد السوفيتي). عميل سابق لدى الاستخبارات الروسية في مجال مكافحة الجرائم المنظمة (التنظيمات المسلحة)، بعد توقفه عن العمل لدى الاستخبارات الروسية أصبح مناهضا لها وقام بفضح أمور غير قانونية تتعلق بالاستخبارات والملياردير الروسي بوريس بيريزوفسكي، حتى تم اعتقاله عام 1999، ثم أطلق سراحه لاحقا بعد أن وقع وثيقة تمنعه من مغادرة الأراضي الروسية، ثم هرب بعدها إلى بريطانيا وفيها أطلق اثنين من أشهر كتبه، واتهم بوتين بالأمر باغتيال الصحفية الروسية آنا بوليتكوفسكايا. أغتيل ليتفينينكو في 23 نوفمبر 2006 عن طريق تسميمه بمادة البولونيوم-210 (210Po) المشعة وعندها بدأ التحقيق في ملابسات الاغتيال حيث «يعتقد» أن الفاعل الاستخبارات الروسية.
- كشف في كتابه تفجير روسيا "Blowing up Russia" أن المخابرات الروسية قامت بعمليات تفجير (تفجيرات الشقق الروسية) في روسيا لتحريض الشعب على الحرب على الأقليات المسلمة عبر إلصاق التهم بالمتمردين الشيشان.

في 7 ديسمبر 2006، تم دفن ليتفينينكو داخل تابوت مبطن بالرصاص في مقبرة هايغيت وأقيمت له صلاة الغائب في الجامع الكبير بوسط لندن بعد أن أعلن والده بأن ابنه ألكسندر قد كشف له بأنه اعتنق الإسلام وذلك قبل يومين من وفاته وأنه طلب أن يدفن حسب مراسم الديانة الإسلامية.

## مهنة في خدمات الأمن الروسية
في عام 1991، تمت ترقية ليتفينينكو إلى هيئة الأركان المركزية للدائرة الفيدرالية لمكافحة التجسس، وتخصص في أنشطة مكافحة الإرهاب وتسلل الجريمة المنظمة. حصل على لقب «MUR المخضرم» للعمليات التي أجريت مع دائرة التحقيقات الجنائية في موسكو. وشهد ليتفينينكو أيضًا الخدمة العسكرية النشطة في العديد مما يسمى «النقاط الساخنة» في الاتحاد السوفيتي السابق وروسيا. خلال الحرب الشيشانية الأولى، زرع ليتفينينكو العديد من عملاء FSB في الشيشان. على الرغم من أنه كان يطلق عليه غالبًا «جاسوسًا روسيًا» من قبل الصحافة الغربية، إلا أنه طوال حياته المهنية لم يكن «عميلًا للمخابرات» ولم يتعامل مع الأسرار بخلاف المعلومات المتعلقة بالعمليات ضد الجماعات الإجرامية المنظمة.
التقى ليتفينينكو بوريس بيريزوفسكي في عام 1994 عندما شارك في التحقيقات في محاولة اغتيال الأوليغارشية، وكان فيما بعد مسؤولاً عن أمن الأوليغارشية. أدى توظيف ليتفينينكو تحت قيادة بيريزوفسكي والأجهزة الأمنية الأخرى إلى تضارب في المصالح، لكن الدولة الروسية عادة ما تتسامح مع هذه الممارسة.
في عام 1997، تمت ترقية ليتفينينكو إلى مديرية FSB لتحليل وقمع الجماعات الإجرامية، مع لقب ضابط عمليات كبير ونائب رئيس القسم السابع.

## وصيته
في 24 نوفمبر ظهرت وصيته التي قال عنها صديقه أليكس جولدفارب أملاها عليه قبل 3 أيام من وفاته ونصها هو:
| ألكسندر ليتفينينكو | ‘‘ أود أن أشكر العديد من الناس.. أطبائي وممرضاتي، طاقم المستشفى الذي يفعل في هذه الأثناء كل ما في وسعه لمساعدتي. أود أن أشكر الشرطة البريطانية التي تحقق في قضيتي بجد واحترافية، وفي الآن ذاته تؤمنني وتحمي عائلتي. أود أن أشكر الحكومة البريطانية على رعايتي والاهتمام بي. عن حق أفخر أني مواطن بريطاني. أود أن أشكر الشعب البريطاني على رسائل الدعم والمساندة، على الاهتمام الذي أبداه تجاه محنتي. أشكر زوجتي مارينا التي وقفت دوما بجانبي. فلتعلم أن حبي لها ولإبننا لا يعرف حدودا. و لكنني إذ أرقد هنا، أحسبني أسمع بوضوح تام دقات أجنحة ملاك الموت. ليتني أفر منه، غير أن ساقي اليوم لن تطيعاني، ولن تعدوا بالسرعة التي أتمناها. وعلى هذا أظن أن الوقت قد حان.. لأقول شيئاً أو بضع أشياء لهذا الذي يسأل عن وضعي الراهن.. لربما نجحت أن تسكتني، لربما نجحت أن تخرسني، ولكن للسكوت ثمن.. ثمن يدفع، وقد دفعتموه.. دفعتموه حين إرتديتم ثياب البربرية، ثم دفعتموه مجدداً حين دني بكم للقاع، للمستوى الذي قبعتم فيه قساة متبلدي الإحساس، وأثبتم معه صدق كل كلمة قالها أعداؤكم وناقدوكم. أريتموني والعالم من بعدي أنكم تفتقدون كل احترام للحياة والحرية، تماما كما تعوزكم قيم الحضارة. ما قط استحققتم مناصبكم ولا مسؤلياتكم، ولا ثقة المتحضرين والمتحضرات. لربما نجحتم أن تسكتوا رجلاً واحداً، ولكن عواء الثوار والأحرار حول العالم سيدوي، حتما سيدوي، ويزلزل الأرض.. سيدوي أمام عينيك سيد بوتين. غفر الله لك ما اقترفته، في حقي، وفي حق روسيا الحبيبة وشعبها ’’ - أملاها ألكساندر فالتيروفيتش ليتفينينكو - 21 نوفمبر 2006 | ألكسندر ليتفينينكو |

## أعقاب الوفاة
في 1 تشرين الثاني (نوفمبر) 2006، مرض ليتفينينكو فجأة وتم نقله إلى المستشفى بعد تسممه بالبولونيوم 210 ؛ توفي متأثرا بالتسمم في 23 نوفمبر. ولدت العديد من النظريات المتعلقة بتسممه وموته. وأشار تحقيق بريطاني في جريمة القتل إلى أن أندري لوجوفوي، العضو السابق في خدمة الحماية الفيدرالية الروسية (FSO)، هو المشتبه به الرئيسي. تم تسمية ديمتري كوفتون لاحقًا كمشتبه به ثانٍ وطالبت المملكة المتحدة بتسليم لوجوفوي، لكن روسيا رفضت تسليمه لأن الدستور الروسي يحظر تسليم المواطنين الروس، مما أدى إلى توتر العلاقات بين روسيا والمملكة المتحدة.
بعد وفاة ليتفينينكو، واصلت زوجته مارينا، بمساعدة عالم الأحياء ألكسندر جولدفارب، حملة قوية من خلال مؤسسة العدل ليتفينينكو. في أكتوبر 2011، فازت بحق إجراء تحقيق في وفاة زوجها من قبل طبيب شرعي في لندن. تم إعاقة التحقيق مرارًا وتكرارًا بسبب المسائل المتعلقة بالأدلة القابلة للفحص. بدأ تحقيق عام في 27 يناير 2015، وخلص في يناير 2016 إلى أن مقتل ليتفينينكو تم تنفيذه من قبل المشتبه بهما وأنهما «على الأرجح» يتصرفان بتوجيه من FSB وبموافقة الرئيس فلاديمير بوتين ثم مدير FSB نيكولاي باتروشيف. في عام 2021، قضت المحكمة الأوروبية لحقوق الإنسان بأن روسيا كانت مسؤولة عن وفاته وأمرت الدولة بدفع 100 ألف يورو كتعويض.

## مؤلفاته
- كتاب (بالروسية: Лубянская преступная группировка) أو (بالإنجليزية: The Gang from Lubyanka) يتكلم فيه عن تحويل أجهزة الأمن الروسية إلى منظمة إجرامية وإرهابية. مُنع بيع الكتاب في روسيا بطلب من جهاز الأمن الفيدرالي[18] وفقاً لوكالة أنباء موسكو لحقوق الإنسان بريما نيوز. ورداً على ذلك، سمح المؤلفون بنشر الكتاب وتوزيعه بواسطة أي شخص في روسيا مجاناً.
- كشف في كتابه تفجير روسيا ": Blowing up Russia : Terror from within" أن المخابرات الروسية قامت بعمليات تفجير (تفجيرات الشقق الروسية) في روسيا لتحريض الشعب على الحرب على الأقليات المسلمة عبر إلصاق التهم بالمتمردين الشيشا

## روابط خارجية
- ألكسندر ليتفينينكو على موقع IMDb (الإنجليزية)
- ألكسندر ليتفينينكو على موقع الموسوعة البريطانية (الإنجليزية)
- ألكسندر ليتفينينكو على موقع قاعدة بيانات الفيلم (الإنجليزية)
- ألكسندر ليتفينينكو على موقع كينوبويسك (الروسية)
- The Litvinenko Chronicles
- Chavazelle's Litvinenko